# Albert Aereboe
Albert Aereboe (* 31. Januar 1889 in Lübeck; † 6. August 1970 in Lübeck) war ein deutscher Maler der Moderne.

## Leben
Albert Aereboe wurde in Lübeck als Sohn des Pastors am Lübecker Dom Carl Aereboe (1851–1934) und dessen aus Riga stammenden Ehefrau Lina, geb. Pohrt (1856–1945) geboren. Er besuchte zunächst das Katharineum und das Johanneum, um dann 1906 seine handwerklich-künstlerische Ausbildung in Berlin zu durchlaufen.
1910 kehrte er nach Lübeck zurück und besuchte die dortige Kunstschule von Leo von Lütgendorff. Auf dessen Empfehlung ging er 1912 nach München an die Akademie der bildenden Künste und studierte bis 1915 bei Hugo von Habermann. 1916 wurde er zum Kriegsdienst im Ersten Weltkrieg eingezogen. Um 1917 wurde er von dem bekannten Bratschisten Karl Reitz beauftragt, dessen Wohnzimmer in der Holtenauer Straße 59a in Kiel (Brunswick) mit Wandmalereien und integrierten Gemälden, Aquarellen und Zeichnungen zu einem Interieur zu gestalten. Von diesem Werk sind Photographien erhalten. Nach dem Krieg war Aereboe freischaffend zunächst in Lübeck, ab 1925 auf Sylt tätig. Zwischenzeitlich leitete er von 1919 bis 1926 die Klasse für Dekorative Malerei an der Staatlichen Kunstgewerbeschule in Kassel, wo ihm 1923 der Professorentitel verliehen wurde. Dort lernte er die Malerin Julie Katz (1888–1927) kennen, die ab 1919 die Klasse für Textiles führte und 1923 Professorin wurde; beide heirateten 1922. In den 1930er Jahren betrieb er auch ein Atelier in Berlin, kehrte aber ausgebombt 1943 nach Sylt zurück und war ab 1959 wieder ausschließlich in Lübeck tätig.
Als eines seiner herausragenden Werke zählt der monumentale Tondo Mein Ahnherr Jens Aereboe, heute meist als Der Eremit bezeichnet. Der Künstler hatte hier seinen Ahnherrn, der ein „faustischer“ Mensch war, gemalt. Dieser sitzt wie Dürers Hieronymus im, allerdings ganz nordisch bestimmten, Gehäus. Durch das Fenster sieht man eine herbe Dünenlandschaft und Regentropfen rinnen am Glas entlang. Drinnen finden sich Beziehungen zur Mathematik, Optik und Nautik. In der Mitte ist das geistig durchgearbeitete Gesicht des Ahnherrn. Die aufgehängte Glaskugel, die das Gesicht des Jens Aereboe überschneidet, ist ein sich ohne Worte verständlich machendes Symbol. Durch die Tür im Hintergrund kommt, nur in einen wehenden Schleier gehüllt, eine nackte Frauengestalt. Auch sie ist von erhöhter Bedeutung. Regina Göckede von der Kunsthalle zu Kiel, die das Bild besitzt, deutet sie als Aereboes kurz zuvor verstorbene Frau und den Regenbogen vor dem regennassen Fenster als Bild der Hoffnung und des Weiterlebens nach der Trauer.

## Ausstellungen (Auswahl)

### Einzelausstellungen
- Albert Aereboe, Museum im St. Annen-Kloster, Lübeck 1970.
- Albert Aereboe, Kunsthalle zu Kiel, Kiel 1983.
- Im Bann der Insel. Albert Aereboe, Sylter Heimatmuseum, heute Sylt Museum, Keitum 2018/2019, (Katalog).
- Zauber der Wirklichkeit. Der Maler Albert Aereboe, 20. März bis 5. September 2021, Kunsthalle Kiel.[6]

### Beteiligungen
- 1929: Große Kunstausstellung, Kunstverein Kassel
- 1942: Große Deutsche Kunstausstellung, München
- Lübecker Grafik der zwanziger Jahre, mit Erich Dummer, Asmus Jessen, Alfred Mahlau, Hans Peters, Waldemar Rosatis, Leopold Thieme, Museum im St.-Annen-Kloster, Lübeck, 1978/1979 und Städtisches Museum Flensburg 1979.
- Neuerwerbungen und Bilder aus dem Bestand des Sölring Foriining, mit Andreas Dirks, Otto Eglau, Carl Christian Feddersen, C. P. Hansen, Richard Kaiser, Hugo Köcke, Franz Korwan, Ingo Kühl, Walther Kunau, Dieter Röttger, Siegward Sprotte, Helene Varges, Magnus Weidemann u. a., Sylter Heimatmuseum, Keitum 2003.

## Auszeichnungen und Ehrungen
- 1959: Ehrenbürger von Kampen auf Sylt
- 1968: Friedrich-Hebbel-Preis (gemeinsam mit Gertrud Wiebke Schröder)

## Museale Rezeption
- Behnhaus Lübeck – Der Konzertmeister Jani Szanto (1916), Die rote Jacke (1924), Dr. Friedrich Bonhoff (1924), Selbstbildnis in der Turmstube des Doms (1924), Das tote Lamm (1928)[7]
- Kunsthalle zu Kiel – Blumenstrauß (erworben 1933), Der Einsiedler (1928, erworben 1936)
- Landesmuseum Schloss Gottorf